# Замок Сарсфілд
Замок Сарсфілд (англ. Sarsfield Castle, Lucan House) — Лукан Хаус — один із замків Ірландії, розташований у графстві Дублін, на землях Лукан.

## Історія замку Сарсфілд
Земля, на якій був потім побудований замок Сарсфілд була в ХІІ столітті захоплена англо-норманськими феодалами. Цю землю король Англії Генріх ІІ дарував лицарю Аларду ФітцВільяму. У 1204 році цю землю отримав у володіння феодал Варріс де Піч із Гемпширу. Його нащадки володіли цими землями більше 100 років. Вони ж збудували тут перший замок, але потім він був зруйнований. До замку примикала церква Пресвятої Діви Марії, від якої нині лишилися одні руїни. Потім цими землями володів феодал Де Нотінгем, потім ФітцДжеральд Кілдер — до 1537 року. Наприкінці XVI століття землями володіла аристократична родина Сарсфілд. У них на цих землях було два замки і два водяні млини. Родина Сарсфілд володіла замком Лукан-хаус і землями Лукан до 1718 року, коли Джеймс Сарсфілд — ІІ граф Лукан помер, не лишивши нащадків. Титул зник разом з ним.
Його батько — Патрік Сарсфілд (1650—1693) — І граф Лукан. Він був відомий своїми військовими поразками, воюючи за короля католиків II, і зокрема, під час бойових дій у Лімеріку, коли король Англії Вільгельма Оранський здійснив похід в Ірландію. У 1692 році, після переїзду до Франції, Патрік Сарсфілд був призначений капітаном другого загону ірландської лейб-гвардії. У 1693 році після битви під Ланден у Фландрії та Бельгії він помер від ран, отриманих на полі бою і був похований у місті під назвою Гу поблизу бельгійсько-французького кордону.
Потім замком і маєтком Лукан володіла родина Весей. Високоповажний Агмондішам Весей одружився з Шарлоттою Сарсфілд — з племінницею Патріка Сарсфілда. Вона народила йому двох дочок, але потім раптово померла. Потім Агмондішам Весей одружився з Джейн Поттінгер і мав з нею кількох дітей. Старшим їх сином був Агмондішам Весей, що став головним казначеєм Ірландії. У 1772 році він розпочав будівництво замку Сарсфілд або Лукан-хаус — споруди, що дійшла до нашого часу. Він мав здібності і талант в галузі архітектури і отримав посаду професора в «Утопічному університеті» Семюеля Джонсона і був прихильником класичної архітектури. Овальна кімната в замку була побудована за зразком Овального кабінету в Білому Домі (США). Білий дім в США проектував ірландський архітектор Джеймс Гобан, що виїхав до Америки з Ірландії в 1784 році. Зовнішнім оздобленням замку займався Майкл Степлтон, інтер'єрами займалися О'Браєн та Гіннесс. Агмондішам Весей потім збудував міст через річку Гріффен у 1773 році. У 1785 році замок успадкував полковник Джордж Весей. Його дочка Елізабет одружилась із Ніколасом Конвей Колтурстом і вони і їх нащадки володіли замком і маєтком з 1836 по 1921 рік. Таким чином, коли Гріффіт у 1851 році робив перепис, замком володів Чарльз Колтурст.
Після 1921 року замок змінив кількох власників, потім уряд Італії купив замок Лукан-хаус і деякі з маєтки біля замку в 1954 році. Замок став резиденцією посла Італії в Ірландії. Решта земель маєтку Сарсфілд є сьогодні громадським парком Ліффі Веллей Парк або Вотчина Лукан, що розкинувся на берегах річки Ліффі.